# Ressurreição (2016)
Risen (bra/prt: Ressurreição) é um filme estadunidense de 2016, do gênero drama, de ação e ficção histórica, dirigido por Kevin Reynolds.

## Sinopse
O enredo conta a história de Clavius (Joseph Fiennes), tribuno romano que, após a crucificação de Jesus ("Yeshua"), é encarregado por Pôncio Pilatos de encontrar o corpo supostamente roubado do nazareno (Cliff Curtis), para evitar que o povo o consagre como "messias".

## Elenco
- Joseph Fiennes como Clavius
- Tom Felton como Lucius
- Peter Firth como Pôncio Pilatos
- Cliff Curtis como Yeshua
- María Botto como Maria Madalena
- Luis Callejo como Joses
- Antonio Gil como José de Arimateia
- Joe Manjón como Bartolomeu
- Pepe Lorente como Tadeu
- Stewart Scudamore como Pedro